# Suzuki Intruder
 (juillet 2018).
Si vous disposez d'ouvrages ou d'articles de référence ou si vous connaissez des sites web de qualité traitant du thème abordé ici, merci de compléter l'article en donnant les références utiles à sa vérifiabilité et en les liant à la section « Notes et références ».
Suzuki Intruder est une série de motos cruiser fabriquées par Suzuki de 1985 à 2005. En Europe, le nom Intruder est encore utilisé sur certains modèles. Le modèle possède un moteur bicylindre en V à quatre temps.

## Cylindres
- À refroidissement liquide :
  - VS400 (VK51A) 399 cm3, 24 kW à 7500 tr/min (1994-1996).
  - VS600GL 568 cm3, 45 ch 32,8 kW avec un couple de 46 N m à 6 000 tr/min (1997).
  - VS700 699 cm3, 41 kW, modèle pour le marché américain (1986-1987).
  - VS750 747 cm3 (1985-1991)
  - VS800 805 cm3, 50 ch/41 kW à 7 000 tr/min (1992-2004)
  - VL800 Volusia 805 cm3, 36,5 kW à 6 500 tr/min (2001-2004)
  - M800 805 cm3, 39 kW à 6 000 tr/min (2005-2016)
  - C800 805 cm3, 36,4 kW à 6 500 tr/min (2001-2012)
  - M1500 1 462 cm3 (2009-2016)
  - C1500 1 462 cm3 (2005-2009)
  - M1800/Boulevard M109R 1 786 cm3 (2006-2013)
  - C1800/Boulevard C109R 1 786 cm3 (2008-2009)

- À refroidissement air/huile
  - VL125LC 124 cm3, 9,8 kW (1999-2007) [2]
  - VL250LC 248 cm3,17,5 kW (2000-2016) [3]
  - VS1400/Boulevard S83 1 360 cm3, 72 ch (1987-2004)
  - VL1500 LC 1 462 cm3 (1998-2004)

## Transmission
Toutes les Suzuki Intruder sont pourvues d'une boîte à 4 ou 5 vitesses et d'une transmission par arbre. À partir de 1991, la VS1400 a reçu une cinquième vitesse et en 1995, les modèles Canadiens ont été équipés avec la même boîte de vitesses. Il faut attendre 1997 pour que les modèles américains soient équipés avec cette boîte de vitesses. 
Cependant, les modèles VL250 et VL125 de Suzuki Intruder dispose d'une chaîne axée à cinq vitesses.

## Freins
Les Intruder sont équipés à l'avant d'un frein à disque et à l'arrière d'un frein à tambour. Les modèles VS1400 et LC1500 Intruder ont des freins à disque sur les deux roues.

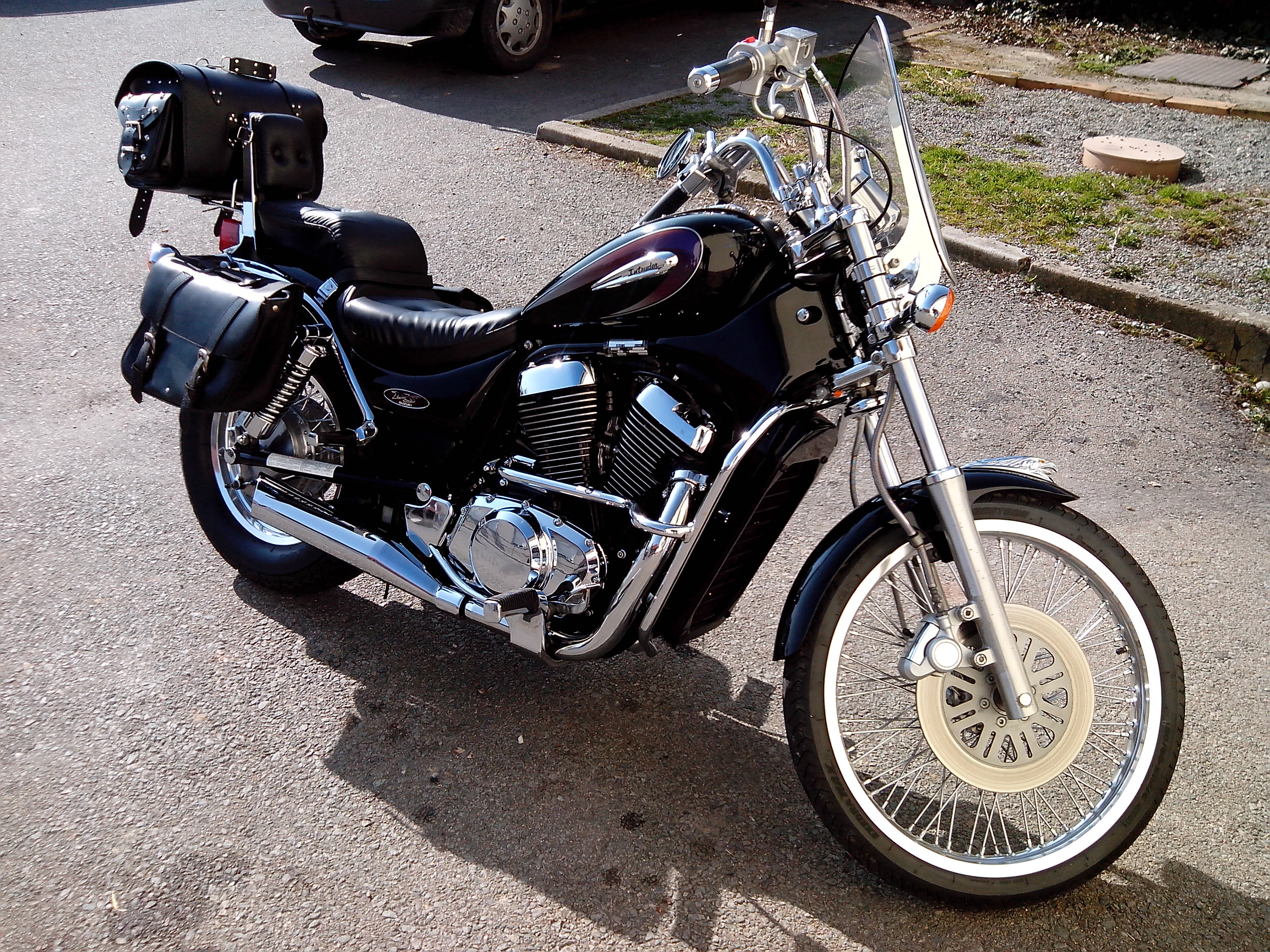
Suzuki VS 800 Intruder
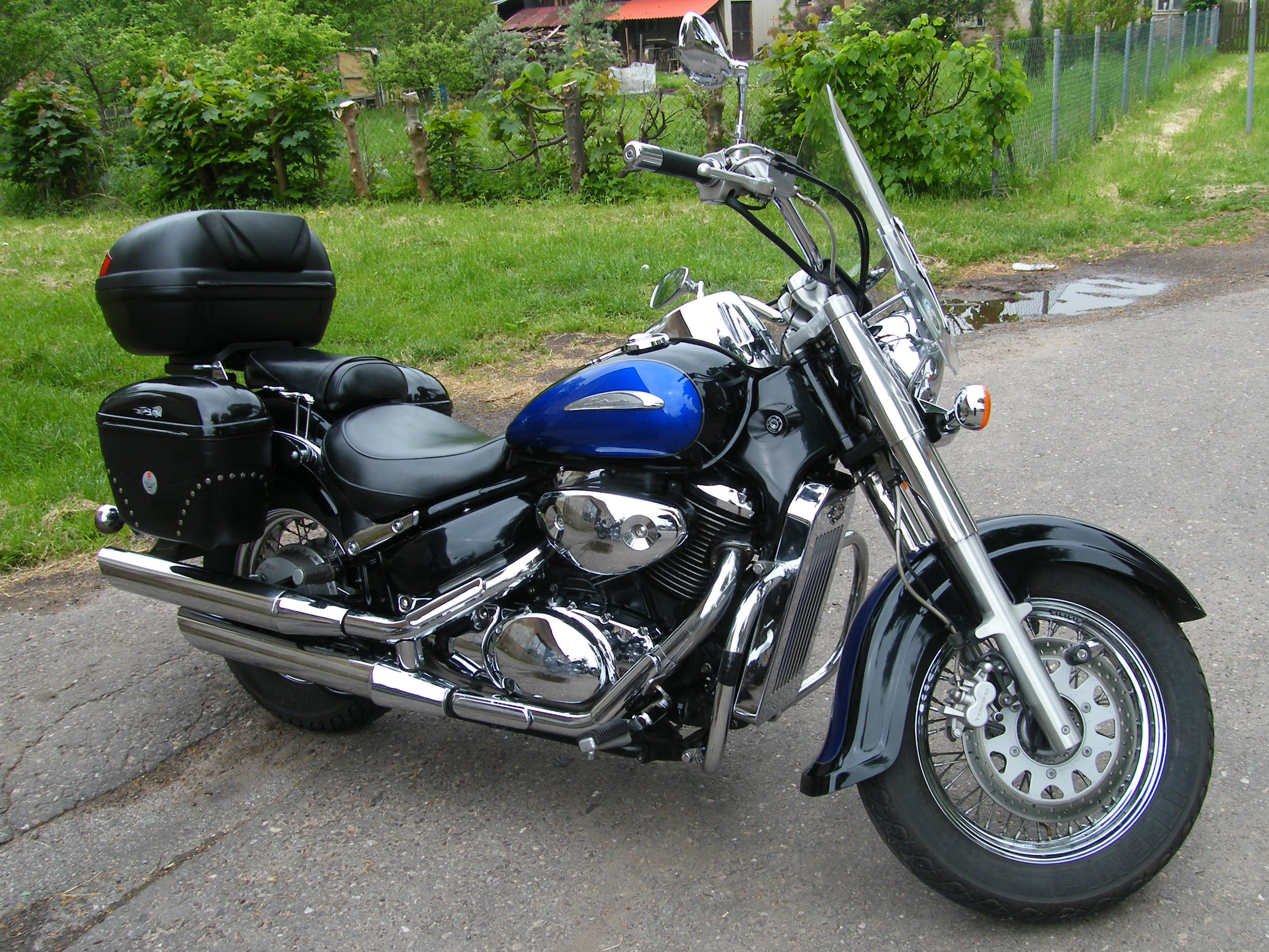
Suzuki VL 800 Volusia
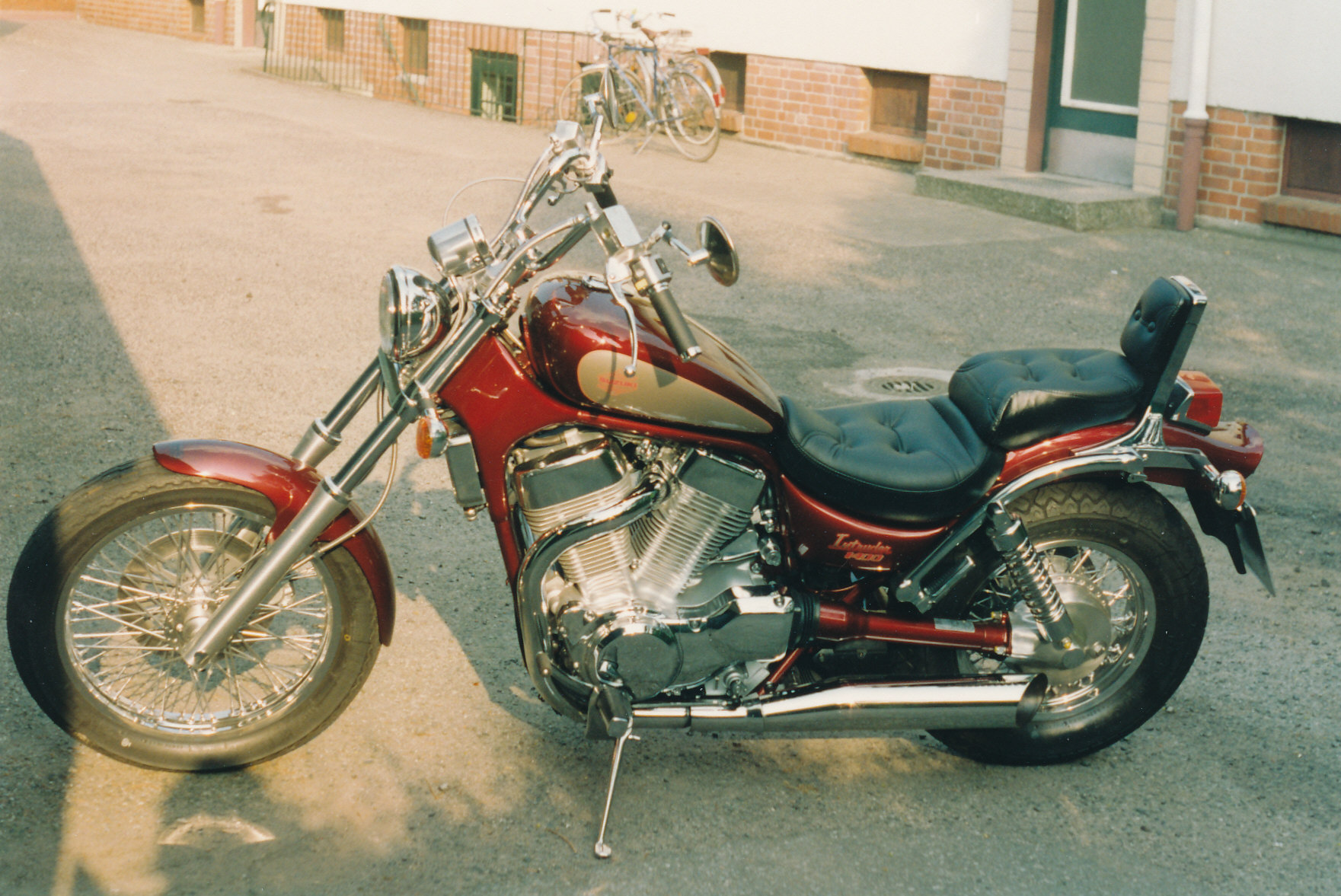
Suzuki VS 1400 Intruder
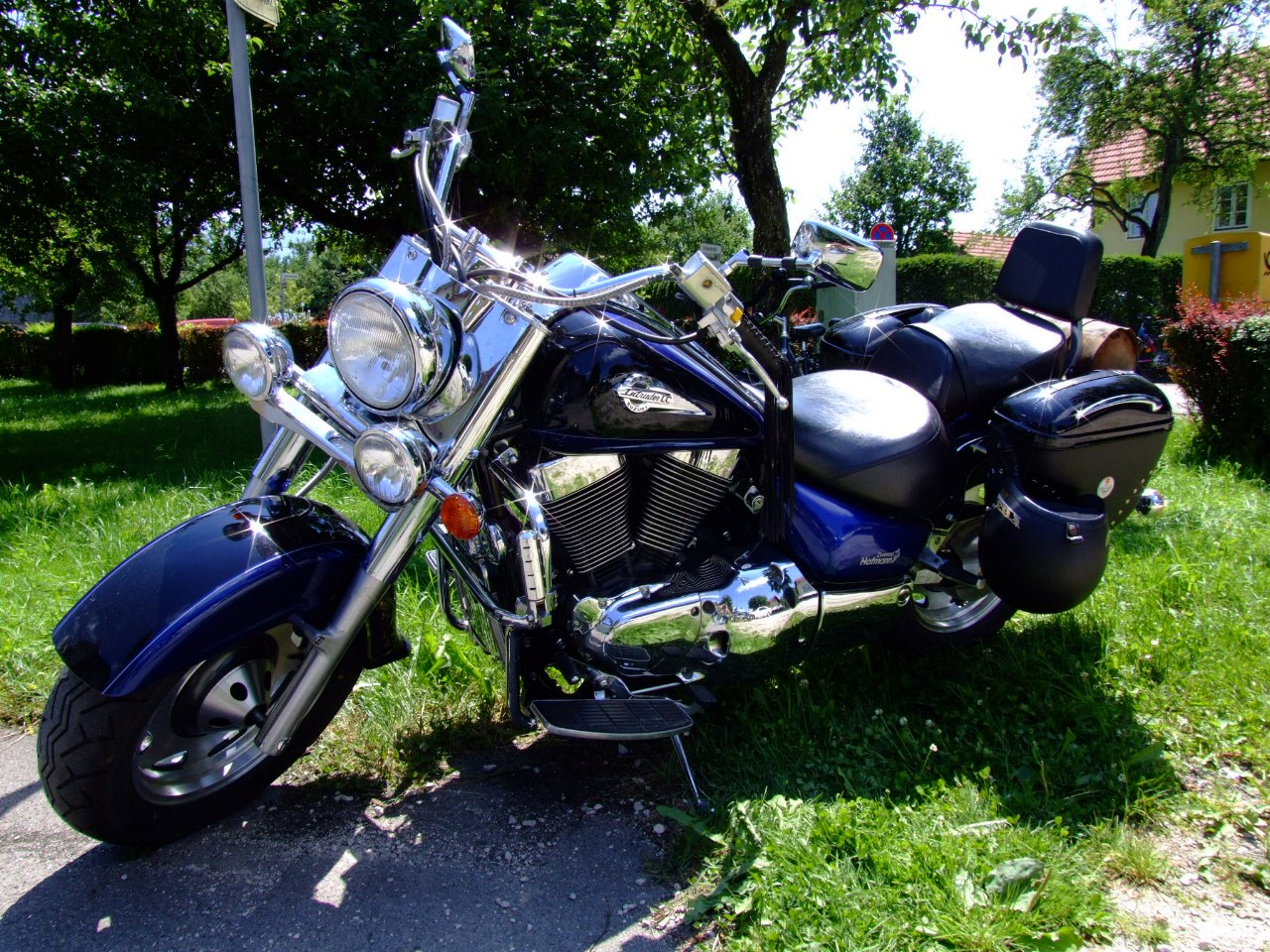
Suzuki Intruder LC 1500
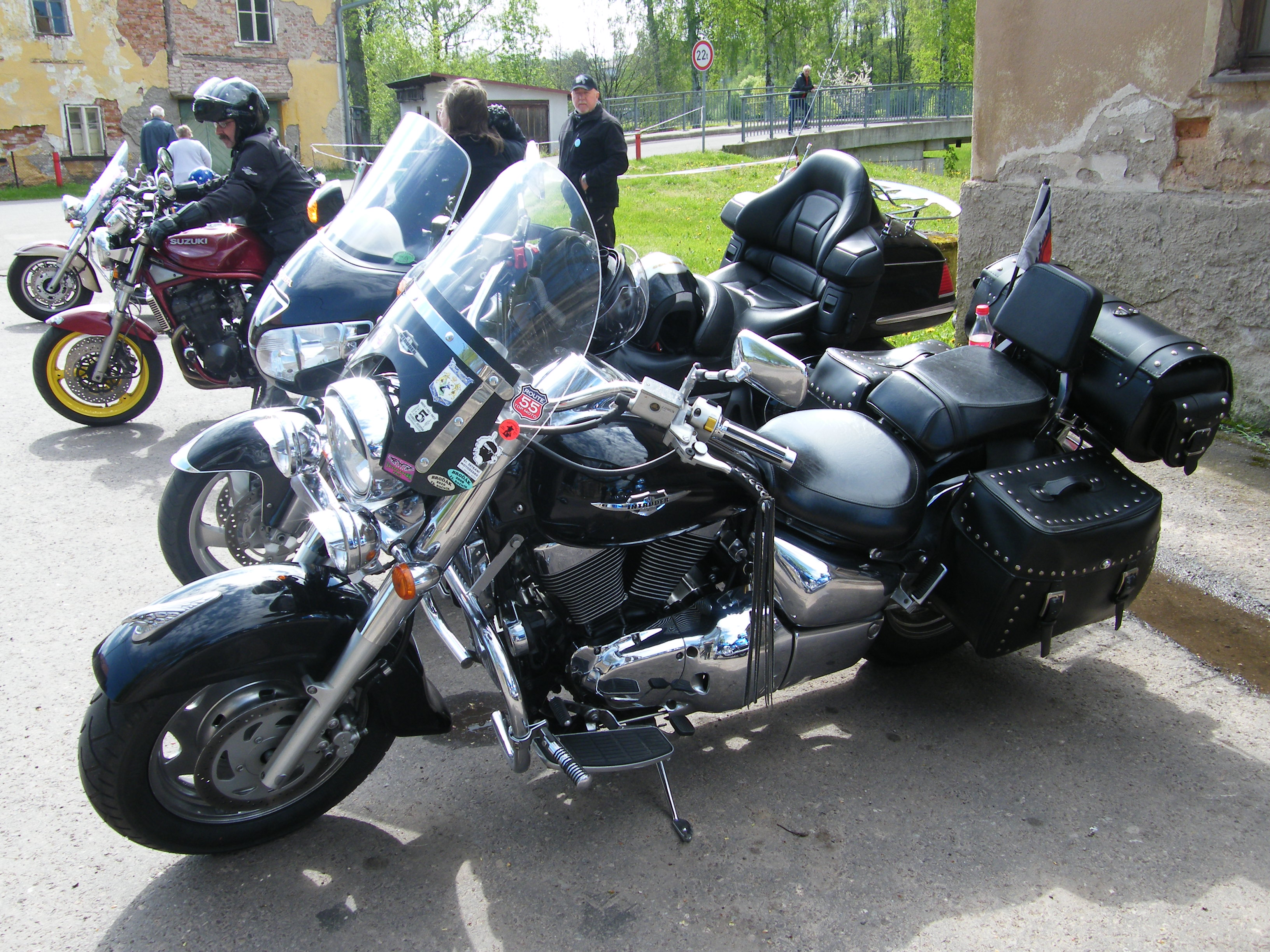
Suzuki Intruder C 1800
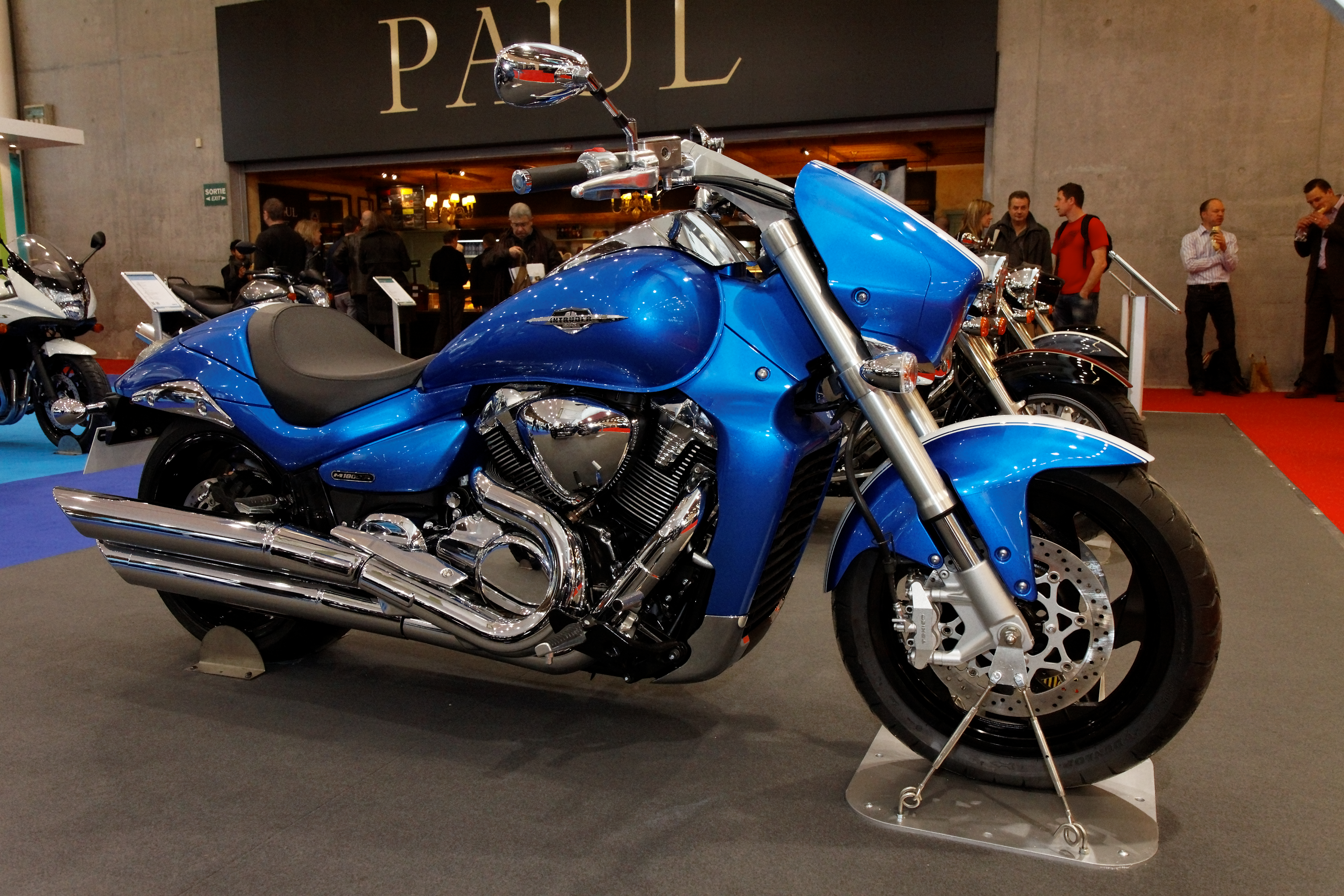
Suzuki M1800R Salon de la moto Paris 2011